# 風俗店
風俗店（ふうぞくてん、英: custom shop）は、一般に性的なサービスを行う店のこと。性風俗店。日本では主に法律上「性風俗関連特殊営業」に分類されている店を指す。

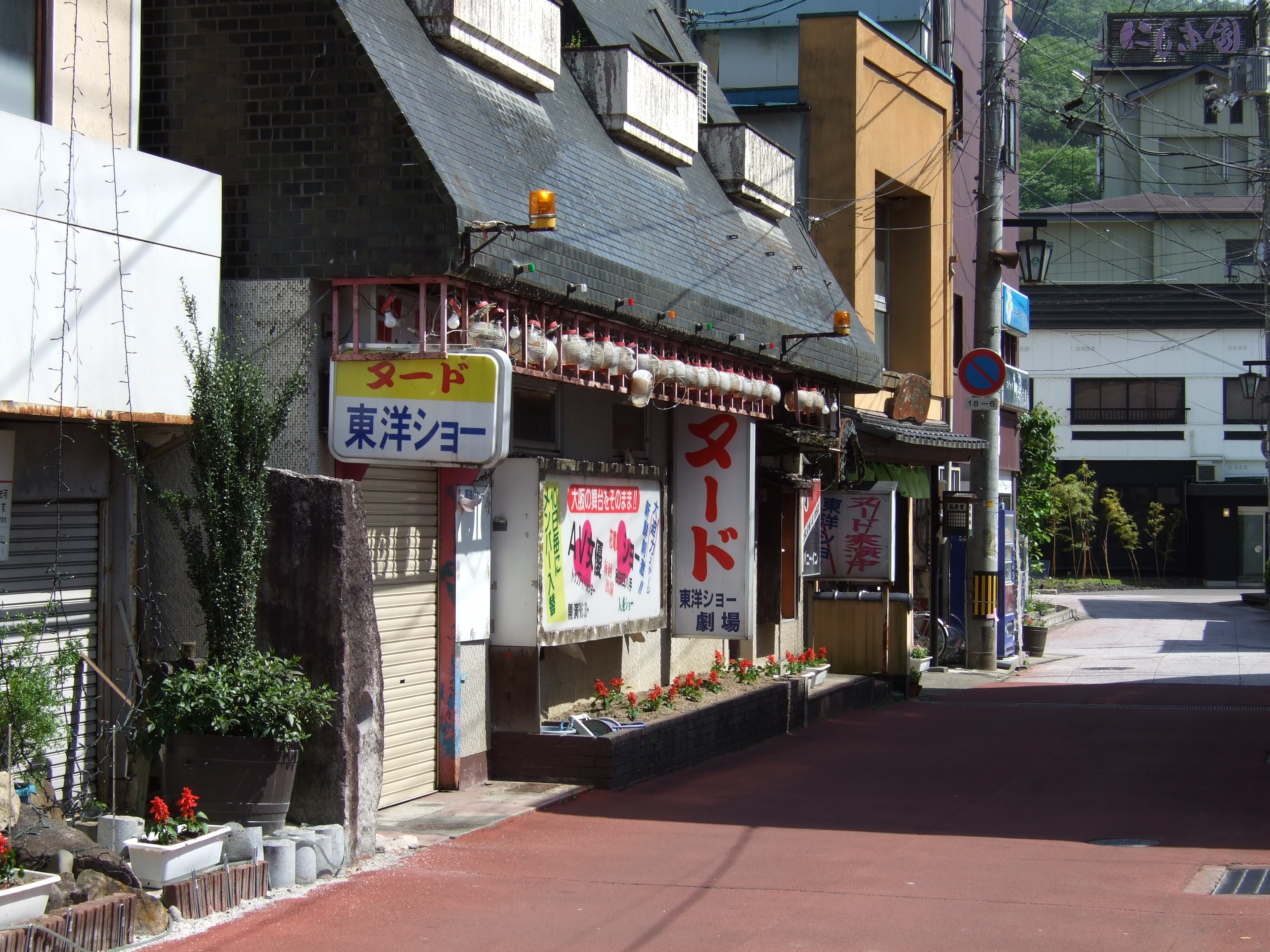
ストリップ劇場（岡山県美作市）

## 概要
元来風俗とは、生活上見られる風習や慣わしの事を意味する。ダンスや麻雀など、善良な風俗に影響を及ぼすとされた営業が「風俗営業」として都道府県の公安委員会への届出を要するようになり、1980年代に流行したノーパン喫茶、テレクラなど性風俗の多様化と共に、これら性風俗営業の店が単に「風俗店」（フーゾク店）と呼ばれ一般に定着してきた。
日本の法律の上の位置付けでは、風俗営業等の規制及び業務の適正化等に関する法律（風適法）において性風俗関連特殊営業に含まれる業種・店舗、キャバクラやセクシーパブ、ピンクサロン等といった風俗営業（接待飲食等営業）に分類される店舗のほか、ナイトクラブやゲームセンター、パチンコ店なども風俗営業として定義されている。

## 立地
江戸時代には、城下町の外や街道沿いの宿場町に遊廓が設けられ、制限された地域に立地していた。戦後は赤線地帯に立地が制限された。近年では、飲み屋が集中する歓楽街の中や隣接地に立地する事が多い。
現在日本においては、建築基準法により商業地域以外では建設できない上、風適法第28条の定めにより、官公庁施設や学校・図書館・児童福祉施設から半径200m以内において新たに店舗型性風俗関連特殊営業を行うことは禁止されている（対象施設の設置前から既に営業している店に関してはその限りではない）。また別途都道府県条例によって対象施設を追加している場合も多い。
日本では性風俗店以外に性的サービスを行っている所は少ないが、アジアやヨーロッパの各国では、理髪店や喫茶店、カラオケボックス、スポーツジム、リゾートホテルなどが売春のための施設を併設しているところがあり、日本のように自治体の条例などの規制が進んでいない場合が多い。

## 営業内容
今日の風俗店にはサービス内容により様々な店がある。女性が男性にサービスする業態の店がほとんどであるが、中には出張ホストクラブのように男性から女性へのサービス、ニューハーフから男性へのサービス、男性から男性へのサービス（いわゆるゲイ向け風俗店）、女性から女性へのサービスなどの業態も存在する。変わった処では、ラブドールデリヘル等身大の高級ダッチワイフ（ラブドール）を時間レンタルするサービスもある。また、女性が講師となり男性にテクニックを教える教育系風俗というサービスもある。
風営法上のデリヘル（無店舗型ヘルスサービス）の定義では 「人の住居又は人の宿泊の用に供する施設において異性の客の性的好奇心に応じてその客に接触する役務を提供する営業で、当該役務を行う者を、その客の依頼を受けて派遣することにより営むもの」となっており、同性へのサービスや人形を派遣、若しくはレンタルする事がデリヘルに当たるかは判断が分かれる。
サービスの内容は、アダルトビデオを個室で鑑賞する店から、実際に性行為を行う店まで幅広い。日本では売春防止法の制定により、売春サービスの提供を業務として行うことは禁止されており、性風俗店で性交を行うこと（本番行為）は禁止されている。しかし実際にはソープランドでの本番行為は黙認されていることが多く、建前上は店は関知していない（女性店員と男性客の合意の上で行われる営業外行為＝自由恋愛とみなされる）ことになっている。
日本では本番行為が行える所はソープランド以外少なく、逆に非本番系風俗の業種が豊富である。

## 出入り禁止
風俗店で一部の顧客には、悪意を持ってもしくは自覚なく、従業員に嫌がられる行動を取る者がいる。店は円満な経営を維持する為に、前記のような客に対して店舗の利用禁止を行う。出入禁止を略して出禁と呼ばれる。特に悪質な客に対しては、その店舗だけでなく系列店・姉妹店・その地域に存在する他の店舗にも利用禁止措置を取る場合がある。
また、特定の風俗嬢に対して異常行動をする客に対しては、該当の風俗嬢に対してのみ利用を禁止することがある。この場合は、対象の客が精神的ショックを受けることに配慮して、知らされることは少ない。
出禁対象となる客は、店舗で定められた禁止行為や犯罪行為がある、また犯罪行為を示唆する言動・行動が見られる、などに該当するとされる。

## 日本の風俗店の種類
一般的なサービス内容を風営法に照らし合わせて分類したものであり、実際の届出の有無や届け出内容は店舗により異なることがある。

### 性風俗関連特殊営業

#### 店舗型性風俗特殊営業

##### 1号営業
- ソープランド

##### 2号営業
- ファッションヘルス
  - イメージクラブ
- エステ（回春エステ）
- ノーパン喫茶[注 2]、 ノーパンしゃぶしゃぶ
- SMクラブ
  - M性感
- ヌキキャバ
- 手コキ風俗店
- ゲイ向け風俗店（売り専）

##### 3号営業
- ストリップ劇場
- 個室ビデオ（ビデオボックス）
  - ビデオパブ（名古屋とその周辺のみに存在）
- のぞき部屋
- オナニークラブ
- 秘宝館

##### 4号営業
- ラブホテル
  - クルージングスペース（有料発展場）

##### 5号営業
- アダルトショップ
- AVレンタル店、AV販売店、成人向け書店

##### 6号営業
- その他、政令で定めるもの
  - 出会い喫茶
  - ハプニングバー

#### 無店舗型性風俗特殊営業
- 出張エステ
- 出張ホスト
- デリヘル（出張ヘルス）
- ホテトル
- ホテヘル
- 女性用風俗[1]
- 教育系風俗[2]

#### 映像配信型性風俗特殊営業
- インターネットでアダルト映像、アダルトビデオ作品の配信やアダルト系ライブチャット。日本では2000年ぐらいから本格的に始まっている。2000年代前半が全盛期で、有象無象のライブチャットサイトが乱立していた。

#### 店舗型電話異性紹介営業
- テレフォンクラブ

#### 無店舗型電話異性紹介営業
- 店舗を構えずに電話を通じて異性を紹介するテレフォンクラブ。

### 接待飲食営業店
- キャバクラ
- セクシーパブ（セクキャバ・お触りキャバクラ）
- クラブ (接待飲食店)
- キャバレー
- ラウンジ
- ピンクサロン
- ホストクラブ
- メンズキャバクラ

### 遊技場営業店
- ゲームセンター(ゲーセン)
- パチンコ店(パチ屋)
- 麻雀屋・雀荘など

## 日本以外の風俗店
- マッサージパーラー（タイ）
- ゴーゴーバー（タイ）
- ルームサロン（韓国）
- チケット茶房（韓国）
- テタルバン（韓国）
- 頽廃理髮所（韓国）
- 按摩施術所（韓国）
- FKK（ドイツ語版）（ドイツ）